# Karl Benz
Karl Friedrich Michael Benz (nascido Karl Friedrich Michael Vaillant; 25 de novembro de 1844 – 4 de abril de 1929) foi um projetista de motores e engenheiro automotivo alemão. Seu Benz Patent-Motorwagen de 1885 é considerado o primeiro automóvel moderno prático e o primeiro carro a entrar em produção seriada. Ele recebeu uma patente pelo automóvel em 1886, mesmo ano em que dirigiu publicamente pela primeira vez o Benz Patent-Motorwagen.
Sua empresa Benz & Cie., sediada em Mannheim, foi a primeira fábrica de automóveis do mundo e a maior de sua época. Em 1926, fundiu-se com a Daimler Motoren Gesellschaft para formar a Daimler-Benz, que produz, entre outras marcas, a Mercedes-Benz.
Benz é amplamente considerado o “pai do automóvel”, bem como o “pai da indústria automobilística”.

## Primeiros anos

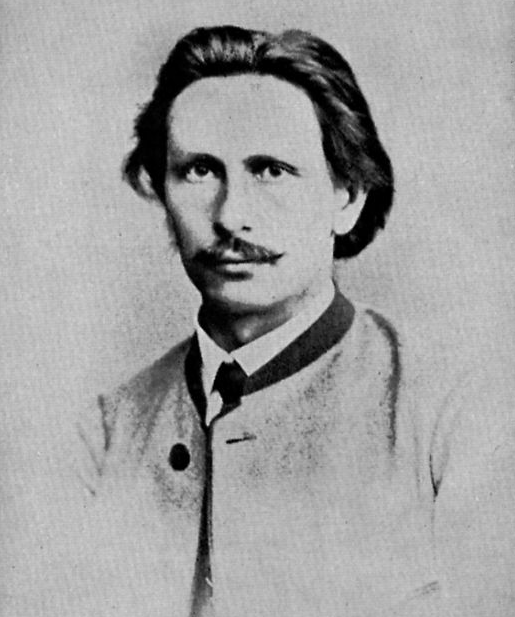
Benz em 1869, aos 25 anos

Carl Benz nasceu como Karl Friedrich Michael Vaillant em 25 de novembro de 1844 em Mühlburg, atualmente um bairro de Karlsruhe, Baden-Württemberg, parte da moderna Alemanha. Seus pais eram Josephine Vaillant e um maquinista de locomotiva, Johann Georg Benz, com quem se casou alguns meses depois. De acordo com a lei alemã, a criança adquiriu o nome “Benz” pelo casamento legal de seus pais. Quando ele tinha dois anos de idade, seu pai morreu de pneumonia, e seu nome foi mudado para Karl Friedrich Benz em memória do pai.
Apesar de viverem em quase pobreza, sua mãe se esforçou para dar a ele uma boa educação. Benz frequentou a escola local em Karlsruhe e demonstrou notável habilidade como estudante. Em 1853, aos nove anos, ingressou em um Liceu de orientação científica. Em seguida, estudou na escola politécnica de Karlsruhe sob a orientação de Ferdinand Redtenbacher.

Benz inicialmente focou seus estudos em serralheria, mas acabou seguindo os passos do pai em direção à engenharia de locomotivas. Em 30 de setembro de 1860, aos 15 anos, passou no exame de admissão para engenharia mecânica na escola politécnica de Karlsruhe, que frequentou em seguida. Benz se graduou em 9 de julho de 1864, aos 19 anos.

Depois de sua formação formal, Benz passou sete anos de treinamento profissional em várias empresas, mas não se adaptou bem a nenhuma delas. Esse treinamento começou em Karlsruhe, com dois anos em uma empresa de engenharia mecânica.

Depois mudou-se para Mannheim para trabalhar como desenhista técnico e projetista em uma fábrica de balança. Em 1868, foi para Pforzheim trabalhar na empresa de construção de pontes Gebrüder Benckiser Eisenwerke und Maschinenfabrik. Seguiu para Viena por um breve período, atuando em uma empresa de construção em ferro.

## Primeira fábrica de Benz e primeiras invenções (1871–1882)
Em 1871, aos 27 anos, Benz se associou a August Ritter para abrir a Fundição de Ferro e Oficina Mecânica em Mannheim, mais tarde renomeada Fábrica de Máquinas para Trabalhar Chapas Metálicas.
O primeiro ano da empresa foi muito ruim. Ritter se mostrou pouco confiável e as ferramentas da firma foram confiscadas. A dificuldade foi superada quando a noiva de Benz, Bertha Ringer, comprou a parte de Ritter na empresa usando seu dote.
Em 20 de julho de 1872, Benz e Bertha Ringer se casaram. Tiveram cinco filhos: Eugen (1873), Richard (1874), Clara (1877), Thilde (1882) e Ellen (1890).
Apesar dos infortúnios comerciais, Benz liderou o desenvolvimento de novos motores na fábrica inicial de propriedade dele e da esposa. Para obter mais receita, em 1878 ele começou a trabalhar em novas patentes. Primeiro, concentrou-se em criar um confiável motor a gasolina de ciclo a dois tempos. Benz concluiu esse motor em 31 de dezembro de 1879 e obteve a patente em 28 de junho de 1880.
Enquanto projetava o que se tornaria o padrão de produção para seu motor de dois tempos, Benz patenteou o sistema de aceleração (speed regulation), a ignição por faíscas com bateria, a vela, o carburador, a embreagem, a alavanca de câmbio e o radiador a água.

## Gasmotoren-Fabrik Mannheim de Benz (1882–1883)
Novos problemas surgiram quando os bancos de Mannheim exigiram a transformação da empresa de Benz em sociedade anônima, devido aos altos custos de produção. Benz e sua esposa precisaram formar associação com o fotógrafo Emil Bühler e seu irmão (um comerciante de queijo) para receber mais apoio bancário. Assim, em 1882, a empresa se tornou a Gasmotoren Fabrik Mannheim.
Após todos os acordos de incorporação, Benz ficou insatisfeito por ter apenas cinco por cento das ações e ocupar apenas um cargo modesto de diretor. O pior é que suas ideias não eram consideradas no desenvolvimento de novos produtos, levando-o a se desligar dessa corporação um ano depois, em 1883.

## Benz & Cie. e o Benz Patent-Motorwagen

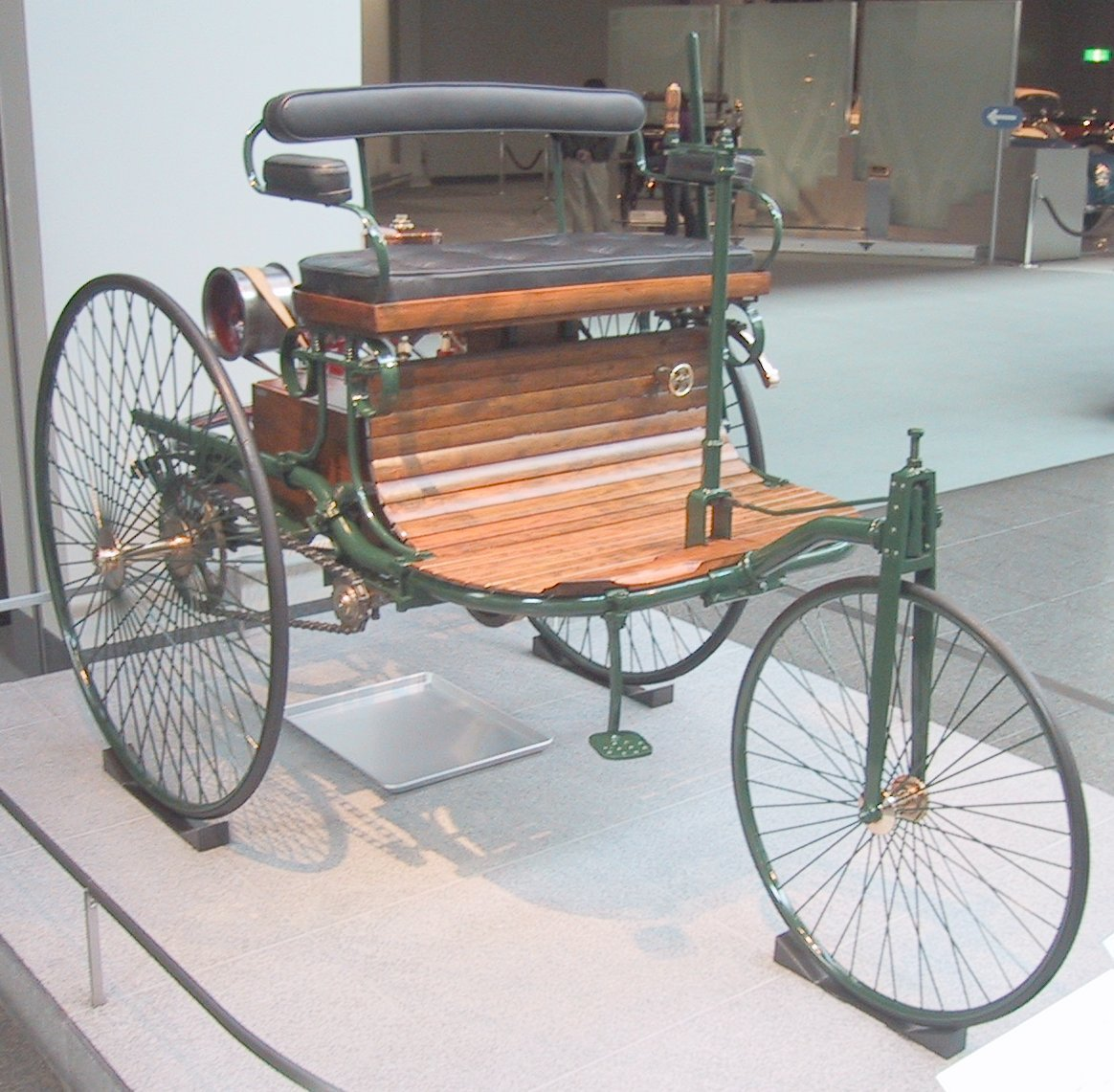
Réplica do Benz Patent-Motorwagen construído em 1885

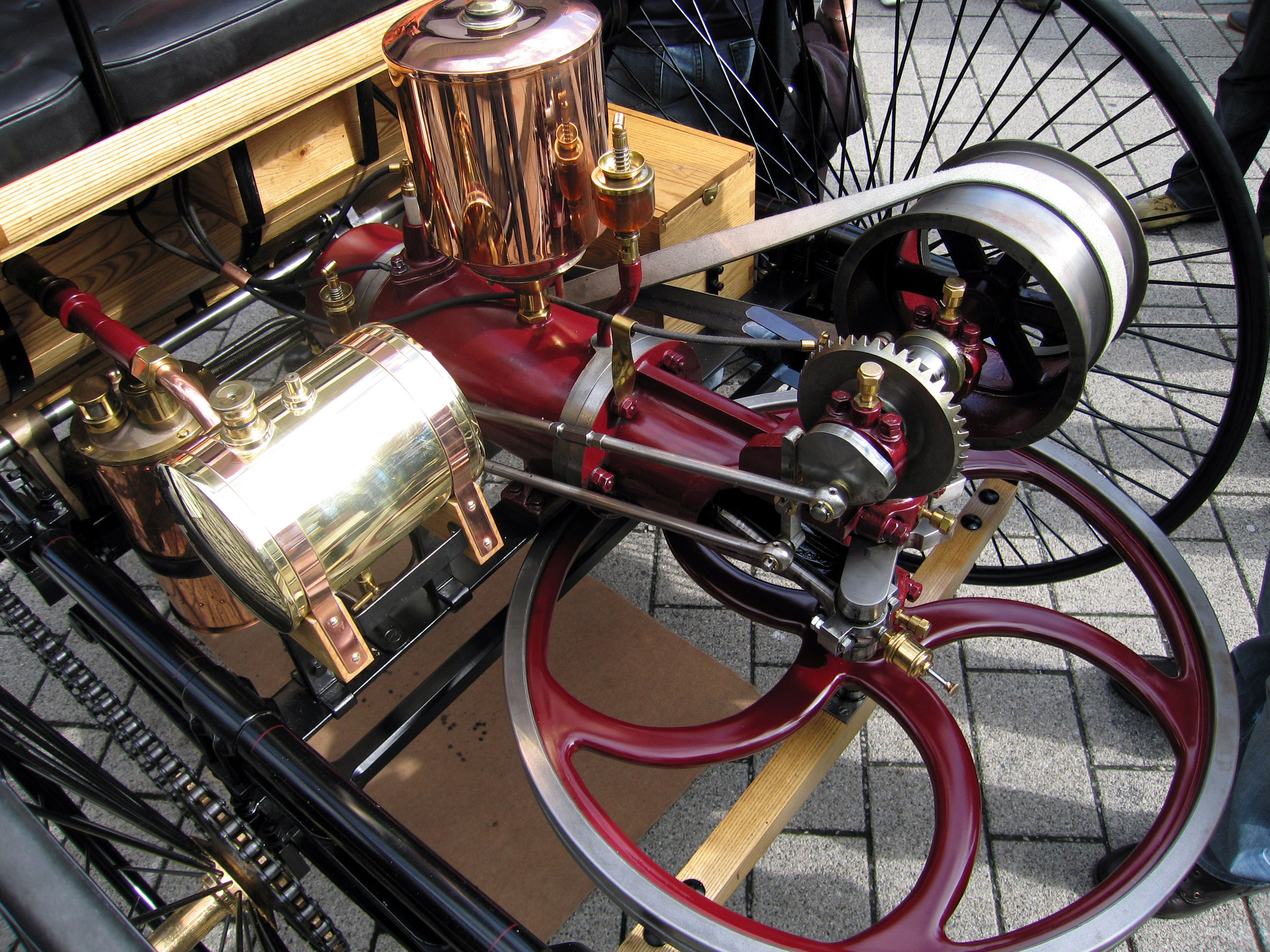
Motor do Benz Patent-Motorwagen

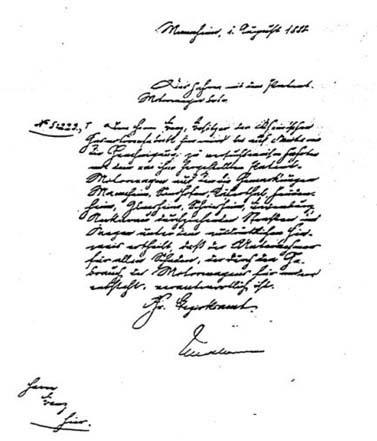
Uma licença oficial para operar o Benz Patent-Motorwagen em vias públicas foi emitida pelo Großherzoglich Badisches Bezirksamt em 1 agosto 1888.

O passatempo de toda a vida de Benz o levou até a oficina de bicicletas em Mannheim, de propriedade de Max Rose e Friedrich Wilhelm Eßlinger. Em 1883, os três fundaram uma nova empresa para produzir máquinas industriais: Benz & Companie Rheinische Gasmotoren-Fabrik (geralmente chamada Benz & Cie.). A companhia cresceu rapidamente para 25 funcionários e logo começou a produzir motores fixos a gás.
Com o sucesso da empresa, Benz teve a oportunidade de se dedicar a sua antiga paixão de criar uma “carroça sem cavalos”. Baseando-se em sua experiência e gosto por bicicletas, ele empregou tecnologia semelhante ao projetar seu automóvel. Tinha rodas raiadas (diferentemente das rodas de madeira típicas de carroças), motor de quatro tempos projetado por ele, entre as rodas traseiras, com ignição por bobina e arrefecimento por evaporação em vez de radiador. A potência era transmitida por duas correntes de rolo (roller chain) para o eixo traseiro. Benz finalizou sua criação em 1885 e a chamou de “Benz Patent-Motorwagen”.
O Motorwagen foi patenteado em 29 de janeiro de 1886 como DRP-37435: “automóvel movido a gás”. A versão de 1885 era difícil de controlar, resultando numa colisão com um muro em uma demonstração pública. Os primeiros testes bem-sucedidos em vias públicas ocorreram no início do verão de 1886. Benz dirigiu publicamente o carro pela primeira vez em 3 de julho de 1886, em Mannheim, atingindo velocidade máxima de 16 km/h. No ano seguinte, criou o Motorwagen Modelo 2, com várias modificações, e em 1889 o definitivo Modelo 3 com rodas de madeira, exibido na Exposição de Paris daquele ano.
Benz começou a vender o veículo (divulgado como “Benz Patent-Motorwagen”) no fim do verão de 1888, tornando-o o primeiro automóvel comercialmente disponível da história. O segundo cliente do Motorwagen foi o fabricante de bicicletasfrancês Emile Roger, que já fabricava motores Benz sob licença havia alguns anos. Roger adicionou os automóveis Benz (muitos produzidos na França) à sua linha em Paris, onde a maior parte foi vendida inicialmente.
A primeira versão do Motorwagen de 1888 tinha apenas duas marchas e não conseguia subir ladeiras sozinha. Essa limitação foi corrigida depois que Bertha Benz fez uma longa viagem com o veículo e sugeriu ao marido a inclusão de uma terceira marcha para subir morros. Durante essa viagem, ela também inventou pastilhas de freio.

## Viagem de longa distância de Bertha Benz

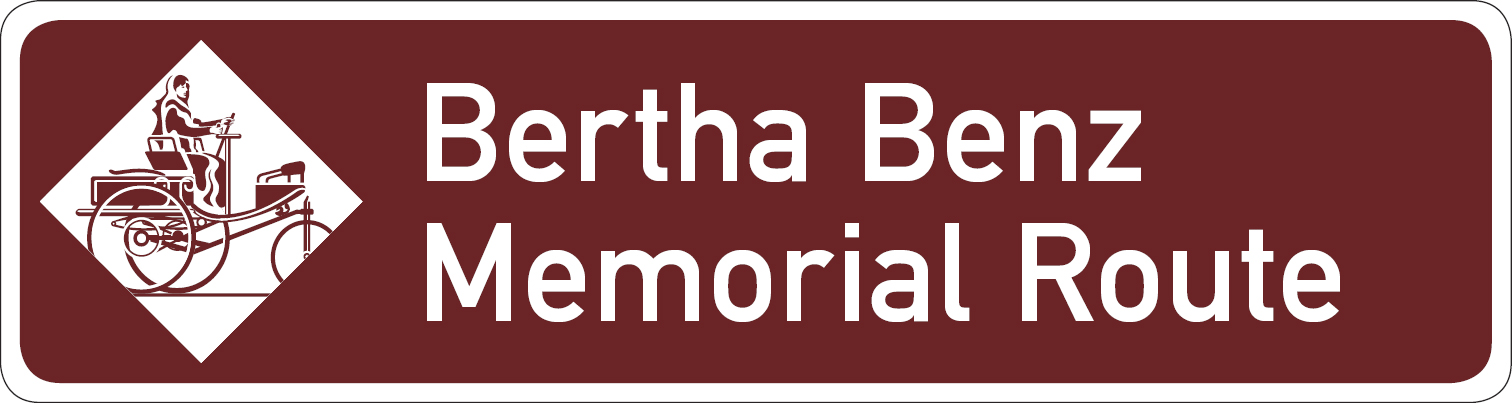
Sinal oficial da Rota Memorial Bertha Benz (Bertha Benz Memorial Route), comemorando a primeira viagem de longa distância com um Benz Patent-Motorwagen Número 3 em 1888

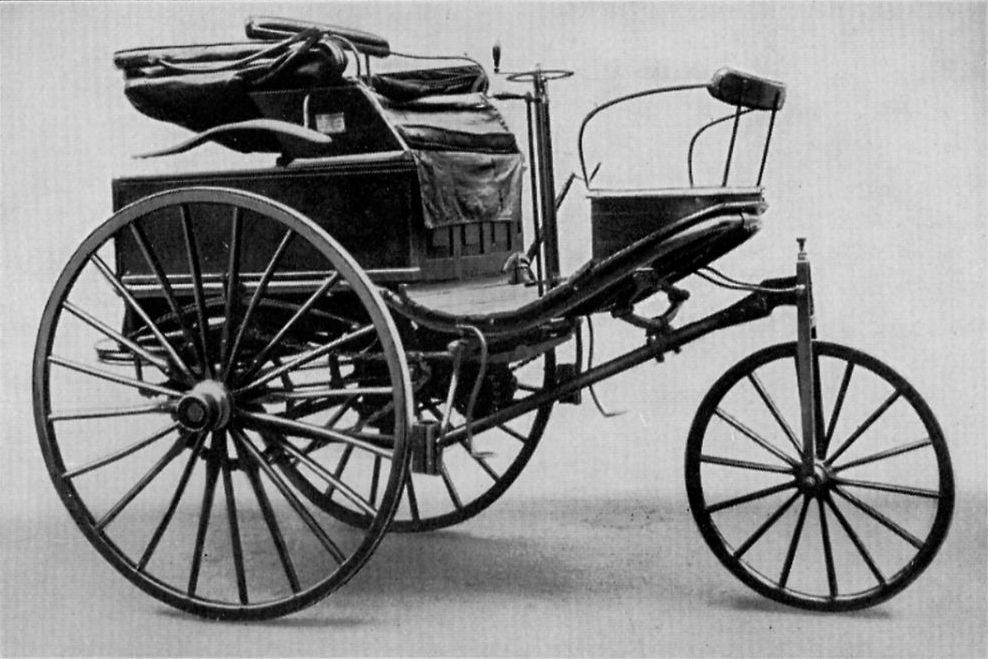
O Benz Patent-Motorwagen Número 3 de 1888, usado por Bertha Benz na primeira viagem de longa distância de carro (mais de 106 km)

A primeira viagem de longa distância de automóvel no mundo foi realizada por Bertha Benz com um Modelo 3. Na manhã de 5 de agosto de 1888, Bertha – supostamente sem o conhecimento do marido – pegou o veículo e percorreu cerca de 104 km, de Mannheim até Pforzheim, para visitar a mãe, levando seus filhos Eugen e Richard. Além de precisar reabastecer em farmácias pelo caminho, ela resolveu vários problemas técnicos e mecânicos. Um deles resultou na invenção das lonas de freio; após descer algumas ladeiras, mandou um sapateiro pregar couro nos blocos de freio. Bertha e os filhos chegaram ao anoitecer, avisando Karl por telegrama. Seu intuito era provar a utilidade prática do Benz Motorwagen para viagens e gerar publicidade, algo hoje chamado de “live marketing”. Atualmente, o evento é celebrado a cada dois anos na Alemanha com um encontro de automóveis antigos.
Em 2008, a Rota Memorial Bertha Benz foi oficialmente reconhecida como parte do patrimônio industrial da humanidade, pois segue os passos de Bertha Benz na primeira viagem de longa distância de automóvel em 1888. O público pode agora percorrer os 194 km sinalizados, de Mannheim via Heidelberg até Pforzheim (Floresta Negra) e volta. A viagem de volta — que não passou por Heidelberg — seguiu um trajeto diferente, ligeiramente mais curto, como mostram os mapas da Rota Memorial Bertha Benz.
O Modelo 3 de Benz foi apresentado ao mundo em grande escala na Exposição Universal de 1889 em Paris; cerca de vinte e cinco unidades do Motorwagen foram produzidas entre 1886 e 1893.

## Expansão da Benz & Cie.

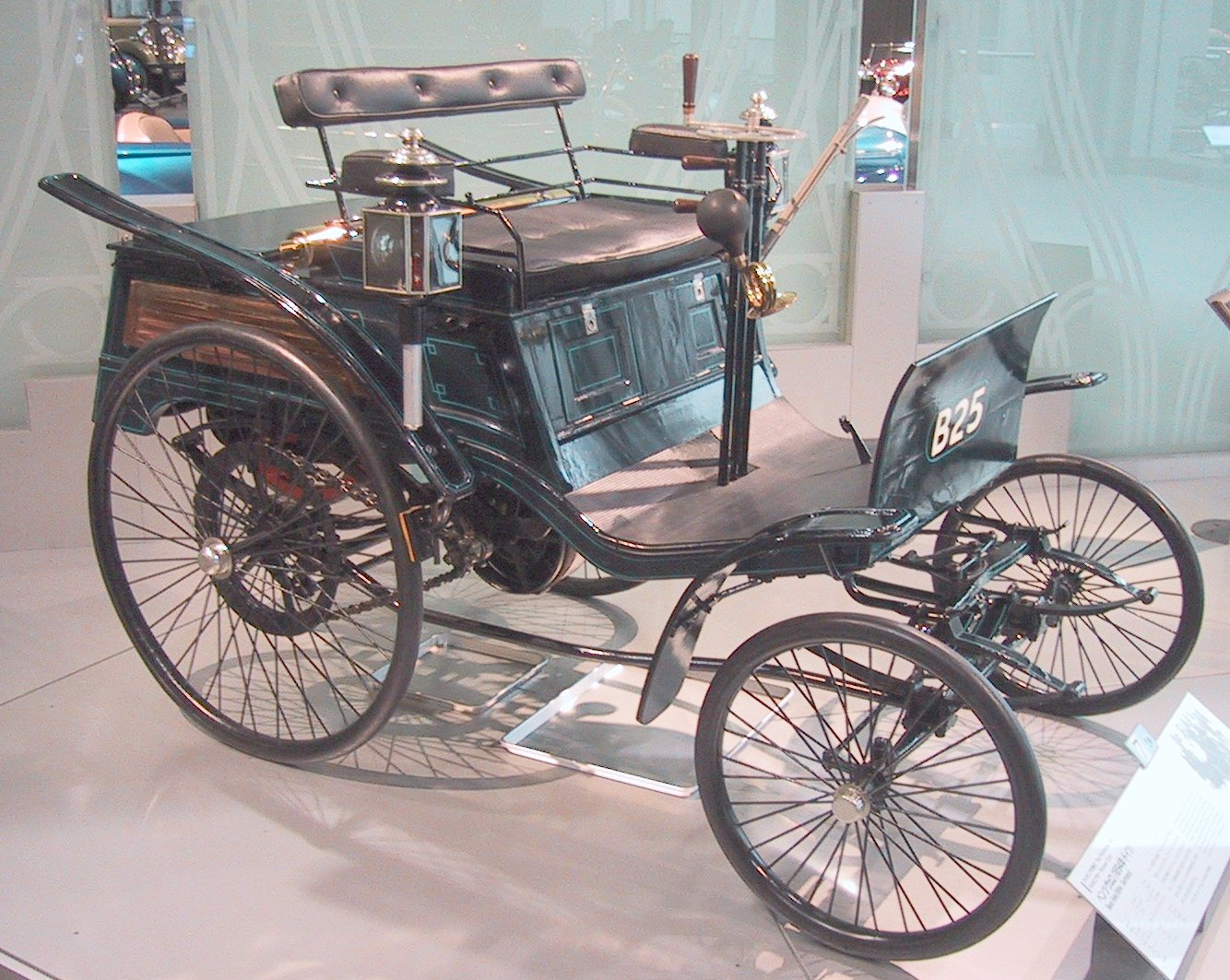
O Benz Velo de 1894, considerado o primeiro automóvel de “produção em grande escala.”

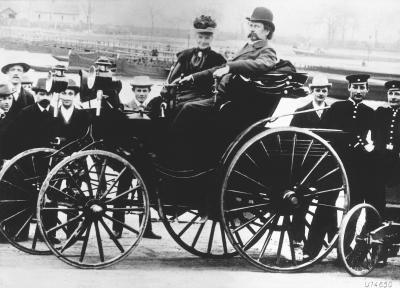
Bertha Benz com o marido em um Benz Victoria, modelo de 1894

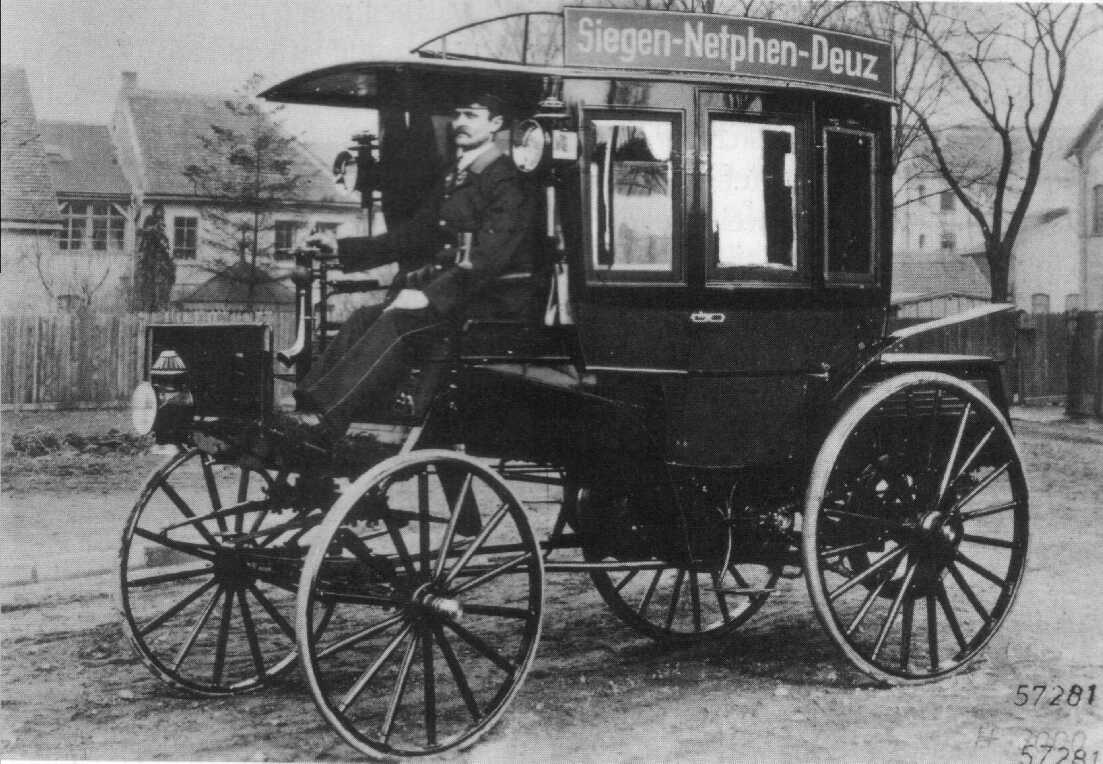
Primeiro ônibus do mundo movido a motor de combustão interna: o Benz-Omnibus, fabricado em 1895 para a empresa Netphener

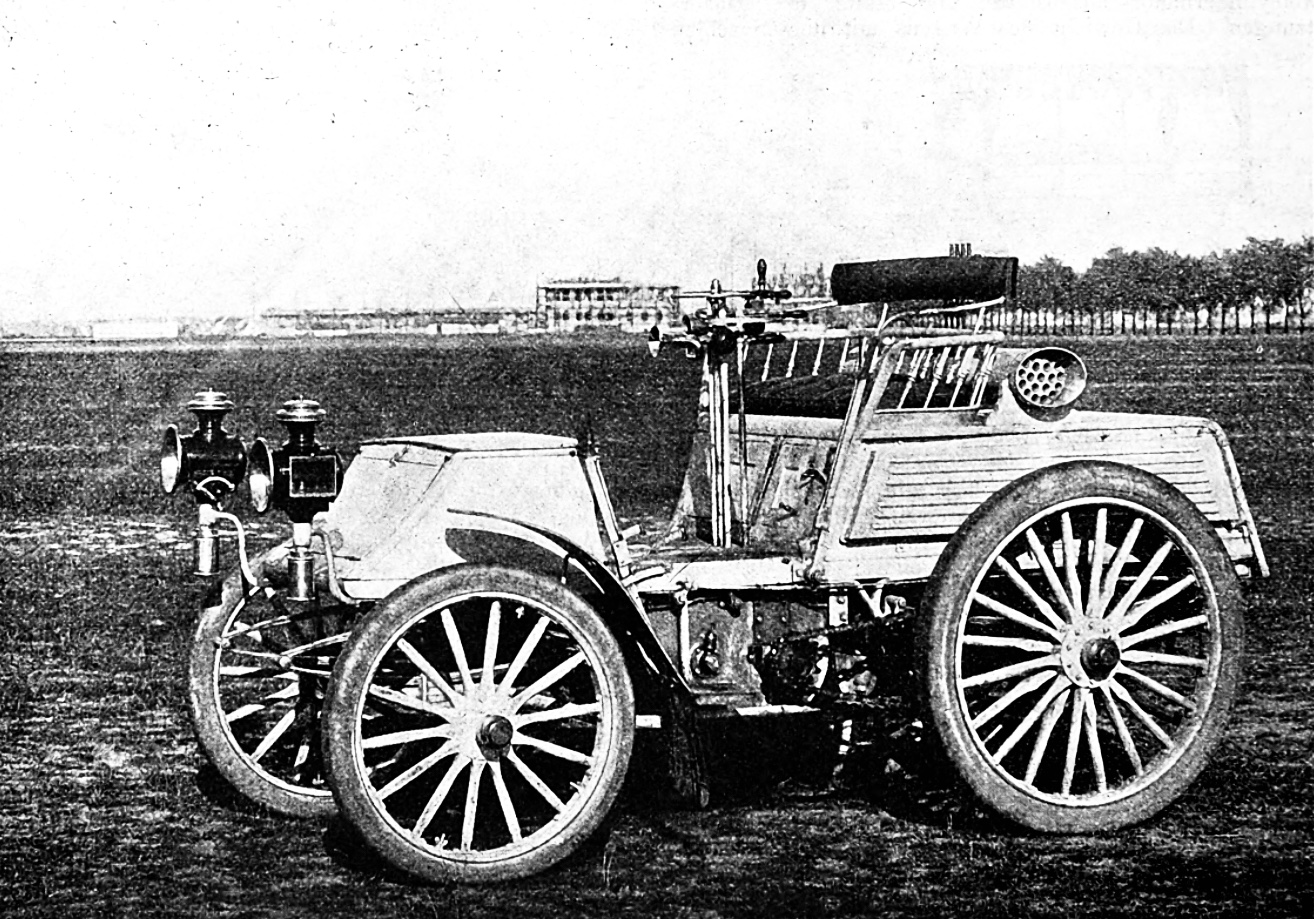
Carro de corrida Benz com motor de dois cilindros e 14 hp (1899)

A grande demanda por motores fixos a combustão interna levou Benz a ampliar a fábrica em Mannheim e, em 1886, um novo prédio na Waldhofstrasse (em operação até 1908) foi adicionado. Entre 1889 e 1899, a ”Benz & Cie.” cresceu de 50 para 430 funcionários.
Nos últimos anos do século XIX, a ”Benz” era a maior empresa de automóveis do mundo, com 572 unidades produzidas em 1899.
Por isso, em 1899, a ”Benz & Cie.” transformou-se em sociedade anônima, com a chegada de Friedrich von Fischer e Julius Ganß, que entraram como membros do Conselho de Administração. Ganß atuou na parte comercial, similar ao setor de marketing nas corporações atuais.
Os novos diretores recomendaram a Benz que criasse um automóvel menos caro e adequado à produção em série. De 1893 a 1900, Benz vendeu o “Victoria” de quatro rodas e dois lugares, com motor de cerca de 2,2 kW (3 hp), que atingia velocidade de 18 km/h e possuía um manete encadeado para direção. O modelo teve sucesso, vendendo 85 unidades em 1893, e foi produzido também na versão de quatro assentos, frente a frente, chamada “Vis-à-Vis.”
Entre 1894 e 1902, Benz produziu mais de 1.200 unidades do que alguns consideram o primeiro carro de produção em massa, o Velocipede (mais tarde conhecido como Benz Velo). As primeiras unidades tinham motor de 1 litro e 1,5 hp, e, posteriormente, atingiam 3 hp, com velocidade máxima de 20 km/h.
O Velo participou da primeira corrida automobilística do mundo, Paris-Rouen de 1894, onde Émile Roger terminou em 14º lugar, percorrendo 126 km em 10 h e 1 min, a uma média de 12,7 km/h.
Em 1895, Benz projetou o primeiro caminhão do mundo movido por motor de combustão interna. Também construiu os primeiros ônibus a motor do mundo em 1895, para a empresa Netphener.
Em 1896, Benz recebeu a patente de seu projeto do primeiro motor boxer, com pistões horizontalmente opostos. Esse formato, no qual os pistões alcançam simultaneamente o ponto morto superior, equilibra o momento de inércia. Muitos motores boxer, especialmente com quatro ou menos cilindros, ainda são usados pela Porsche e pela Subaru, além de alguns modelos de motocicletas (como a BMW Motorrad).
Embora Gottlieb Daimler tenha falecido em março de 1900 — e não haja evidência de que Benz e Daimler se conhecessem ou soubessem do trabalho um do outro — a concorrência com a Daimler Motoren Gesellschaft (DMG) em Stuttgart começou a desafiar a liderança da Benz & Cie. Em outubro de 1900, o principal projetista da DMG, Wilhelm Maybach, desenvolveu o motor que depois seria usado no Mercedes-35hp de 1902, seguindo especificações de Emil Jellinek para comprar 36 veículos com esse motor e se tornar distribuidor da série especial. Jellinek exigiu que o novo motor se chamasse Daimler-Mercedes (nome de sua filha). Maybach se afastaria da DMG em 1907, mas projetou o modelo e mudanças importantes. Após testes, o primeiro foi entregue a Jellinek em 22 de dezembro de 1900. Ele prosseguiu sugerindo alterações ao modelo, obtendo sucesso em corridas e encorajando a DMG a produzir comercialmente o automóvel, o que se iniciou em 1902.
Benz reagiu com o “Parsifal”, lançado em 1903, dotado de motor vertical de dois cilindros, com velocidade máxima de 60 km/h. Mas, sem consultá-lo, os outros diretores contrataram projetistas franceses, resultando em conflitos. Após discussões difíceis, Benz anunciou sua aposentadoria da gerência de projetos em 24 de janeiro de 1903, embora continuasse no Conselho de Administração até a fusão com a DMG em 1926 e, depois, mantivesse posição no conselho da nova Daimler-Benz até sua morte, em 1929.
Os filhos de Benz, Eugen e Richard, saíram da Benz & Cie. em 1903, mas Richard retornou em 1904 como projetista de automóveis de passeio.
Em 1904, a Benz & Cie. vendeu 3 480 automóveis, permanecendo a maior fabricante de automóveis do mundo.
Além de seguir como diretor na Benz & Cie., Benz fundou outra empresa, C. Benz Söhne, com seu filho Eugen (e de participação familiar), fabricando automóveis e motores a gás. O nome usava a inicial do primeiro nome de Benz, “Carl”.

### Blitzen Benz

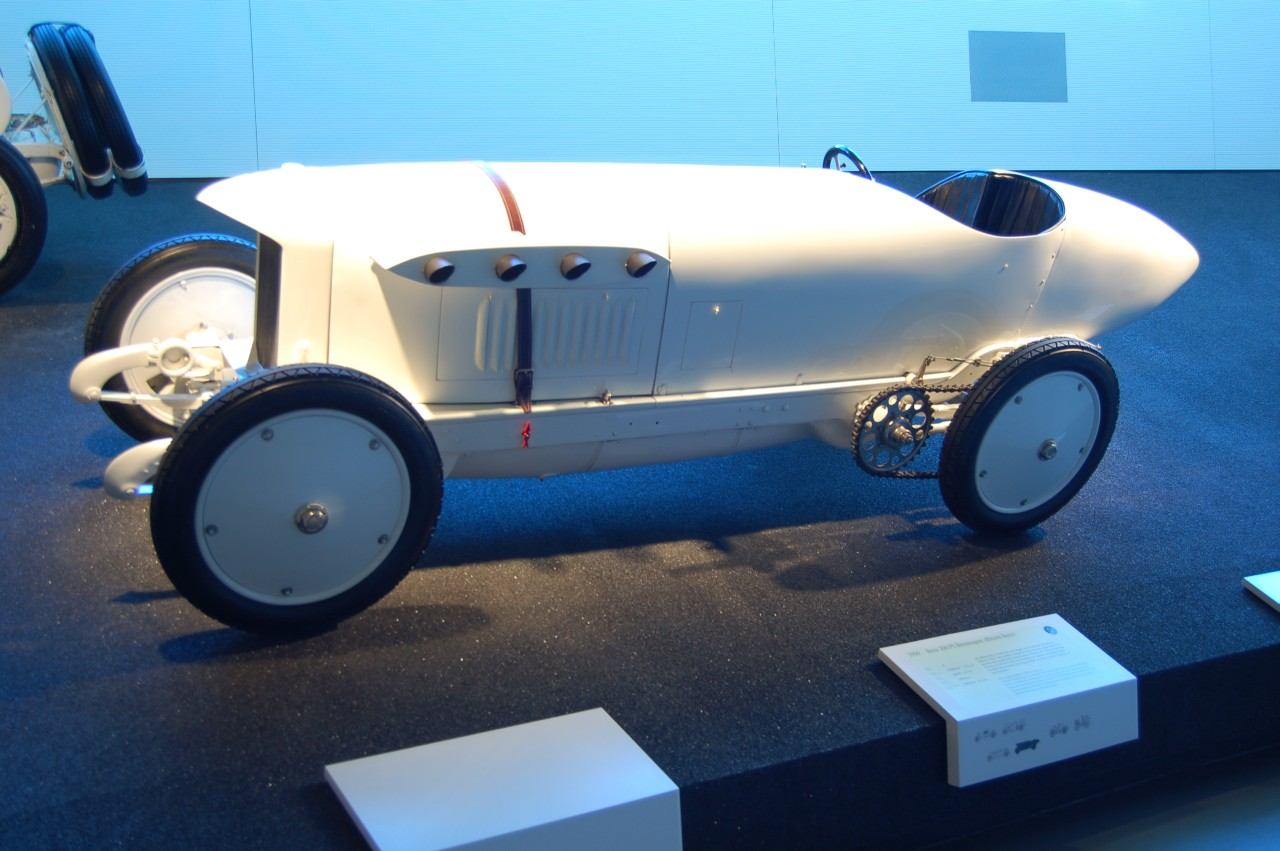
Blitzen Benz de 1909 – construído pela Benz & Cie., deteve o recorde de velocidade em terra

Em 1909, o Blitzen Benz foi construído em Mannheim pela Benz & Cie. O veículo, em formato “bico de ave,” tinha um motor de 21,5 litros (1312 polegadas cúbicas), com 150 kW (cerca de 200 hp). Em 9 de novembro de 1909, pilotado pelo francês Victor Hémery no circuito de Brooklands, bateu o recorde de velocidade em terra ao atingir 226,91 km/h, superando qualquer avião, trem ou automóvel da época, um recorde que só seria vencido dez anos depois. O Blitzen Benz foi transportado a vários países, incluindo os Estados Unidos, para demonstrar repetidamente esse feito.

## Benz Söhne, 1906–1923

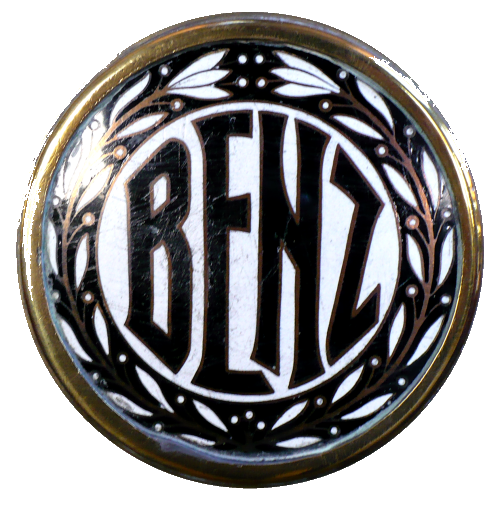
Logotipo com louros usado pela Benz & Cie. após 1909

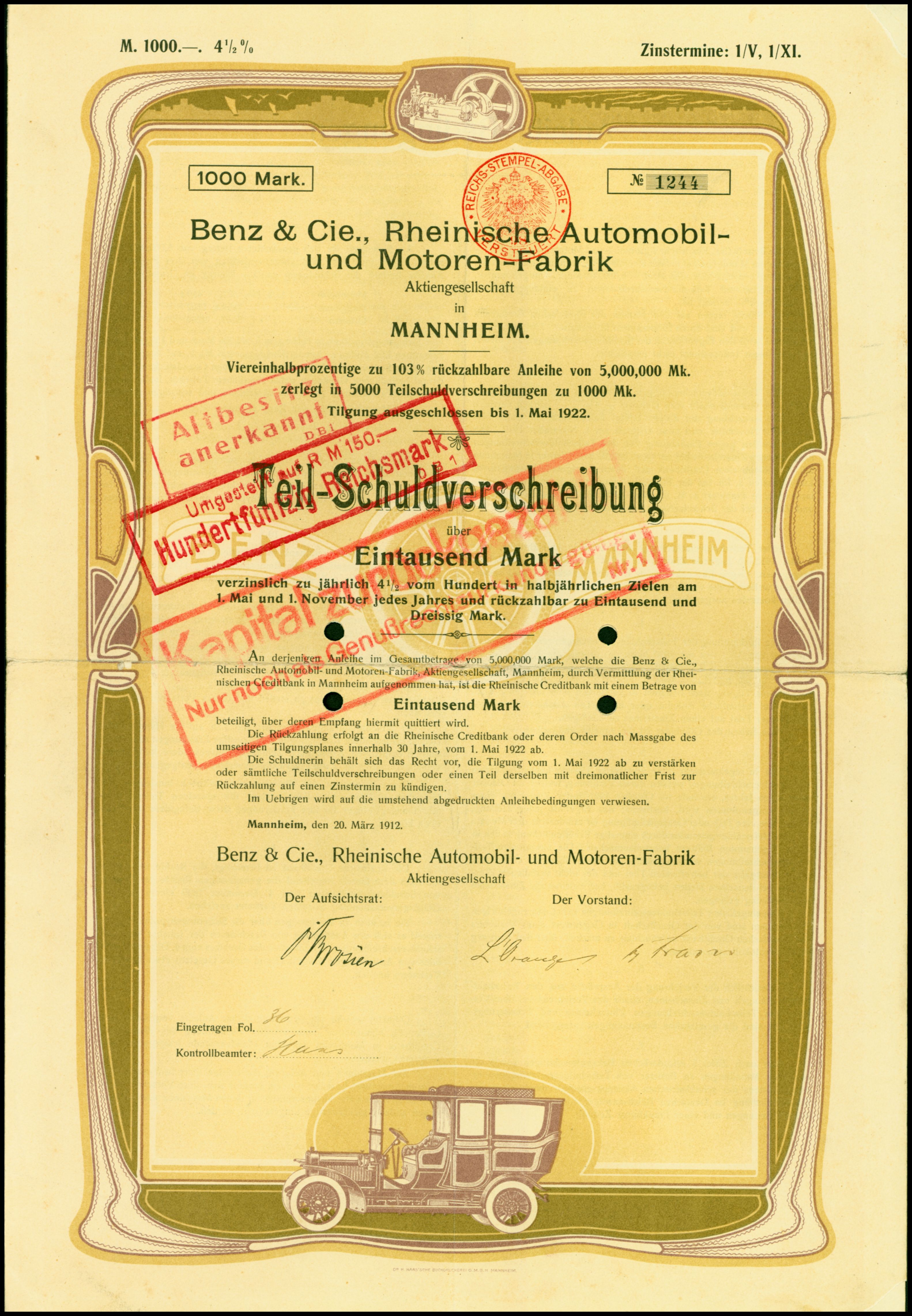
Título da Benz & Cie., emitido em 1912

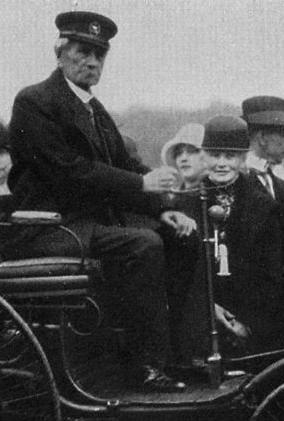
Carl e Bertha Benz por volta de 1926

Carl Benz, Bertha Benz e o filho Eugen mudaram-se cerca de 10 km a leste de Mannheim para Ladenburg, onde fundaram, com capital próprio, a empresa privada C. Benz Söhne (Benz Filhos) em 1906, produzindo automóveis e motores a gás. Este último tipo foi logo substituído por motores a gasolina devido à baixa demanda.
Essa empresa jamais abriu ações ao público, mantendo produção independente da Benz & Cie., que continuava em Mannheim. Os automóveis “Benz Söhne” tinham boa qualidade e ficaram populares como táxis em Londres.
Em 1912, Benz se desfez de todas as suas ações na Benz Söhne, deixando a gerência ao encargo de Eugen e Richard, mas permaneceu como membro do conselho da Benz & Cie.
Durante a comemoração de seu aniversário, em 25 de novembro de 1914, em sua cidade natal, Karlsruhe, o então septuagenário Benz recebeu o título de doutor honorário pela Karlsruhe University, tornando-se Dr. Ing. h. c. Benz.
Praticamente desde o início da produção automobilística, a participação em corridas tornou-se importante para a divulgação das fabricantes. Inicialmente, usavam-se modelos de produção, e o Benz Velo disputou a primeira corrida de automóveis (Paris–Rouen 1894). Mais tarde, enormes investimentos em carros de corrida geravam retornos por meio de vendas associadas a vitórias em competições. Assim surgiram veículos únicos, como o Tropfenwagen, pioneiro em motor central e aerodinâmica, apresentado no Grande Prêmio da Europa de 1923 em Monza.
No último ano de produção da “C. Benz Söhne,” 1923, foram construídas 350 unidades. Em 1924, Benz produziu ainda duas unidades adicionais (modelo 8/25 hp) destinadas a uso pessoal, que nunca foram vendidas e permanecem preservadas.

## Rumo à Daimler-Benz e ao primeiro Mercedes-Benz em 1926

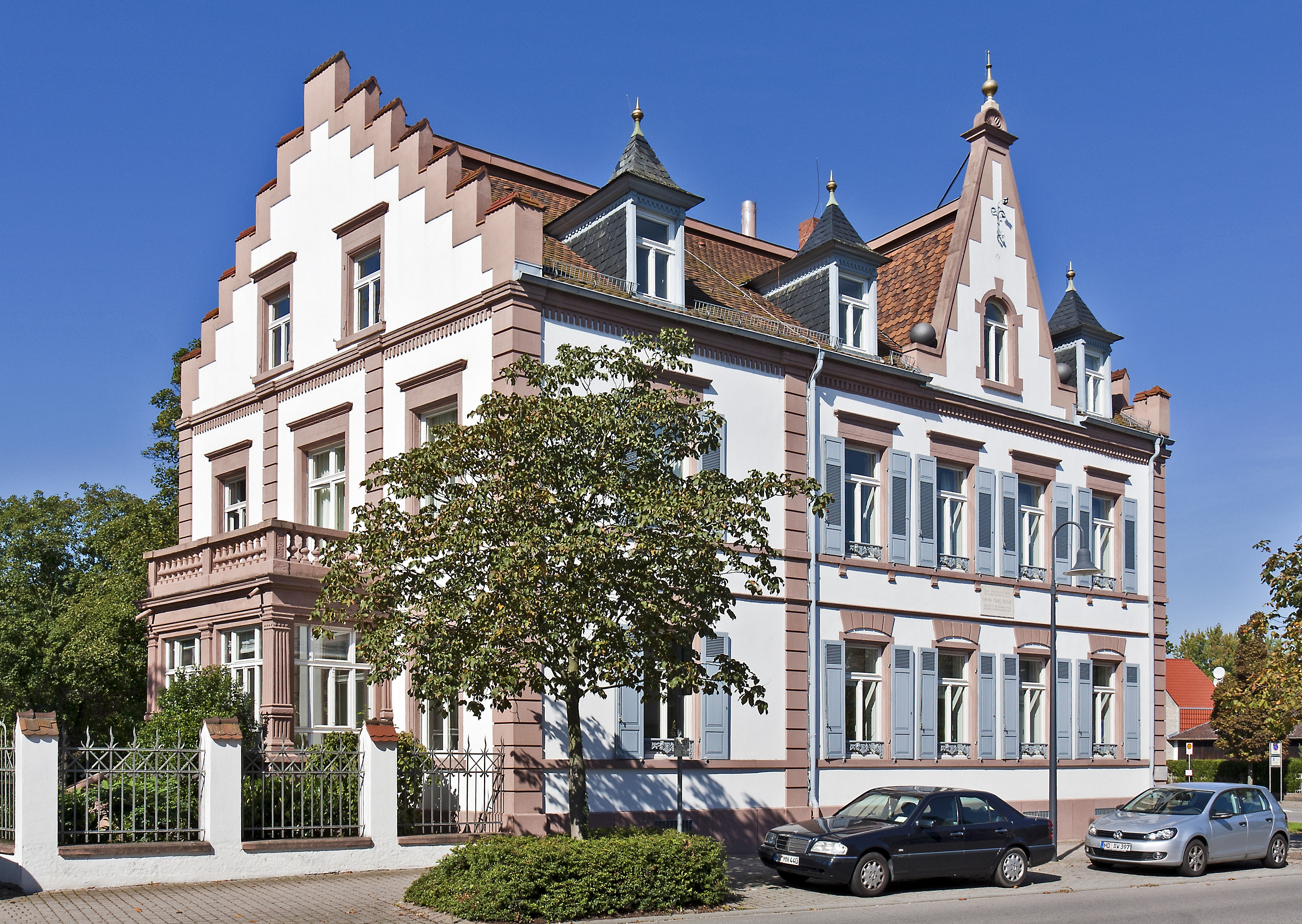
Última casa de Carl e Bertha Benz, hoje sede da Fundação Gottlieb Daimler e Carl Benz, em Ladenburg, Baden-Württemberg

A crise econômica alemã se agravava. Em 1923, a Benz & Cie. produziu apenas 1.382 unidades em Mannheim; a DMG (Daimler Motoren Gesellschaft), 1.020 em Stuttgart. O custo médio de um automóvel chegava a 25 milhões de marcos devido à hiperinflação. As negociações entre as duas empresas recomeçaram e, em 1924, assinaram um “Acordo de Interesse Mútuo,” válido até o ano 2000, padronizando projeto, produção, compras, vendas e propaganda — embora cada marca continuasse independente.
Em 28 de junho de 1926, Benz & Cie. e DMG finalmente se fundiram para formar a Daimler-Benz, batizando todos os seus automóveis como Mercedes-Benz, em homenagem ao mais importante modelo da DMG, o Mercedes 35 hp de 1902, somado ao sobrenome Benz. “Mercedes” era o nome da filha de Emil Jellinek, que em 1900 encomendara e revendera carros Daimler.
Benz permaneceu como membro do conselho de administração da nova Daimler-Benz pelo resto de sua vida. Um novo logotipo foi criado em 1926, reunindo a estrela de três pontas (que representava o lema de Daimler: “motores para terra, ar e água”) e os louros da Benz; todos os automóveis passaram a se chamar “Mercedes-Benz.” Os modelos adotaram a convenção de nomes que segue em uso.
No ano seguinte, 1927, as vendas triplicaram para 7 918 unidades, e a linha diesel foi lançada para caminhões. Em 1928, surgiu o Mercedes-Benz SSK.

Em 4 de abril de 1929, Benz faleceu em sua casa, em Ladenburg, aos 84 anos, em decorrência de uma inflamação brônquica. Bertha Benz permaneceu na residência até morrer em 5 de maio de 1944. A casa continuou sendo moradia familiar por mais 30 anos. O local, considerado histórico, atualmente serve de sede e espaço para encontros científicos da fundação sem fins lucrativos “Gottlieb Daimler e Karl Benz.”

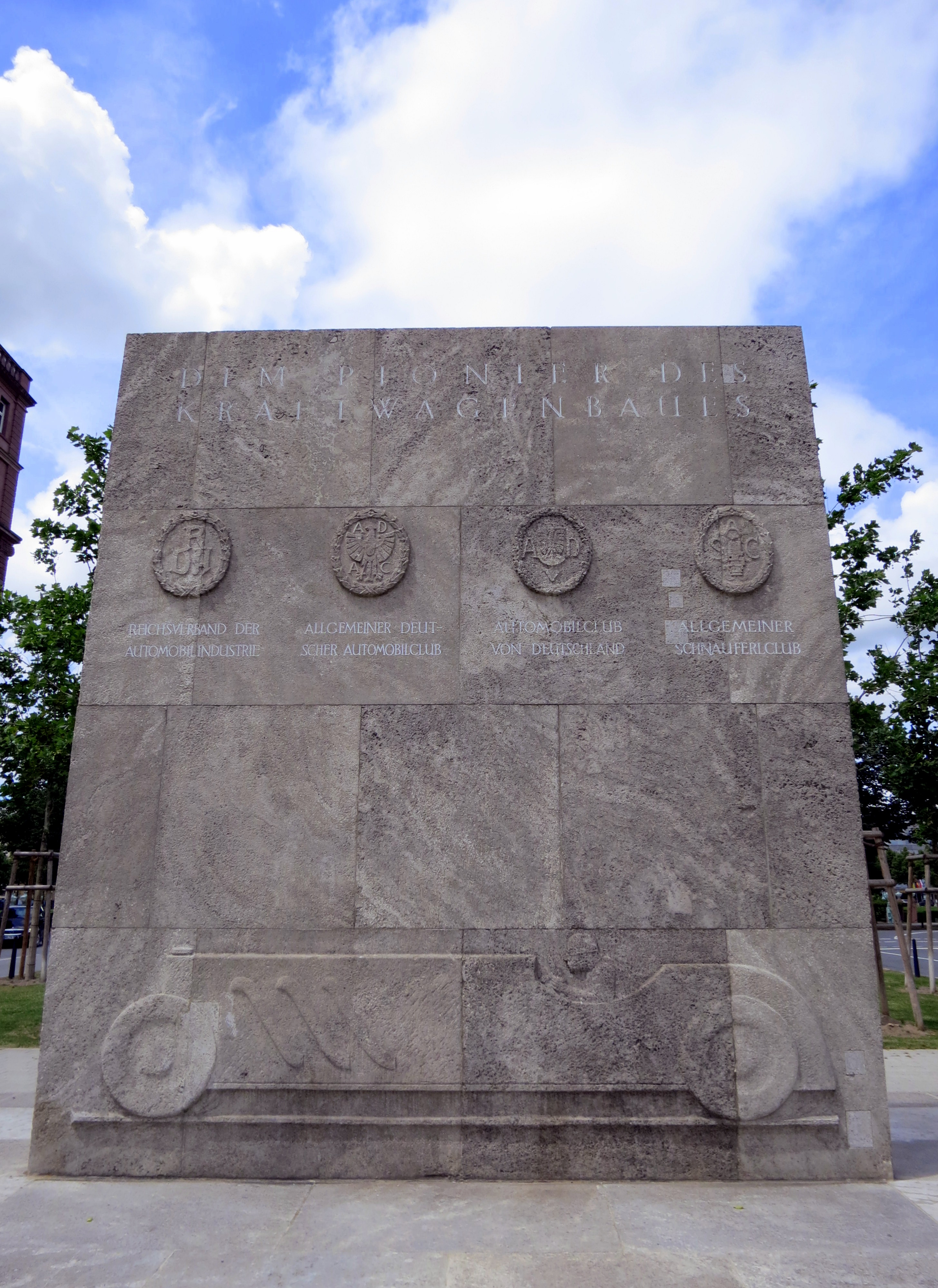
Monumento a Carl Benz em Mannheim (2015)
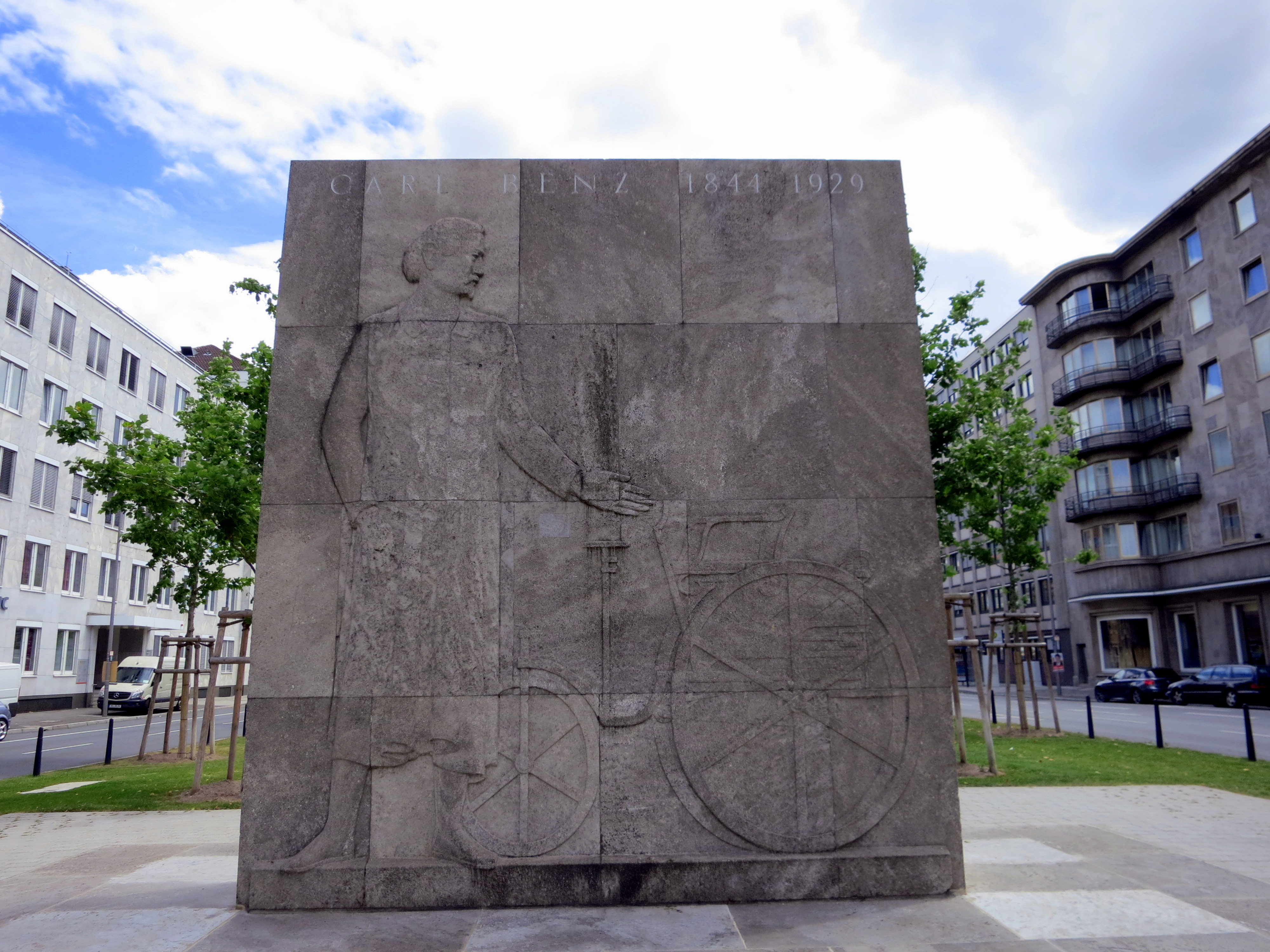
Monumento a Carl Benz em Mannheim (2015)
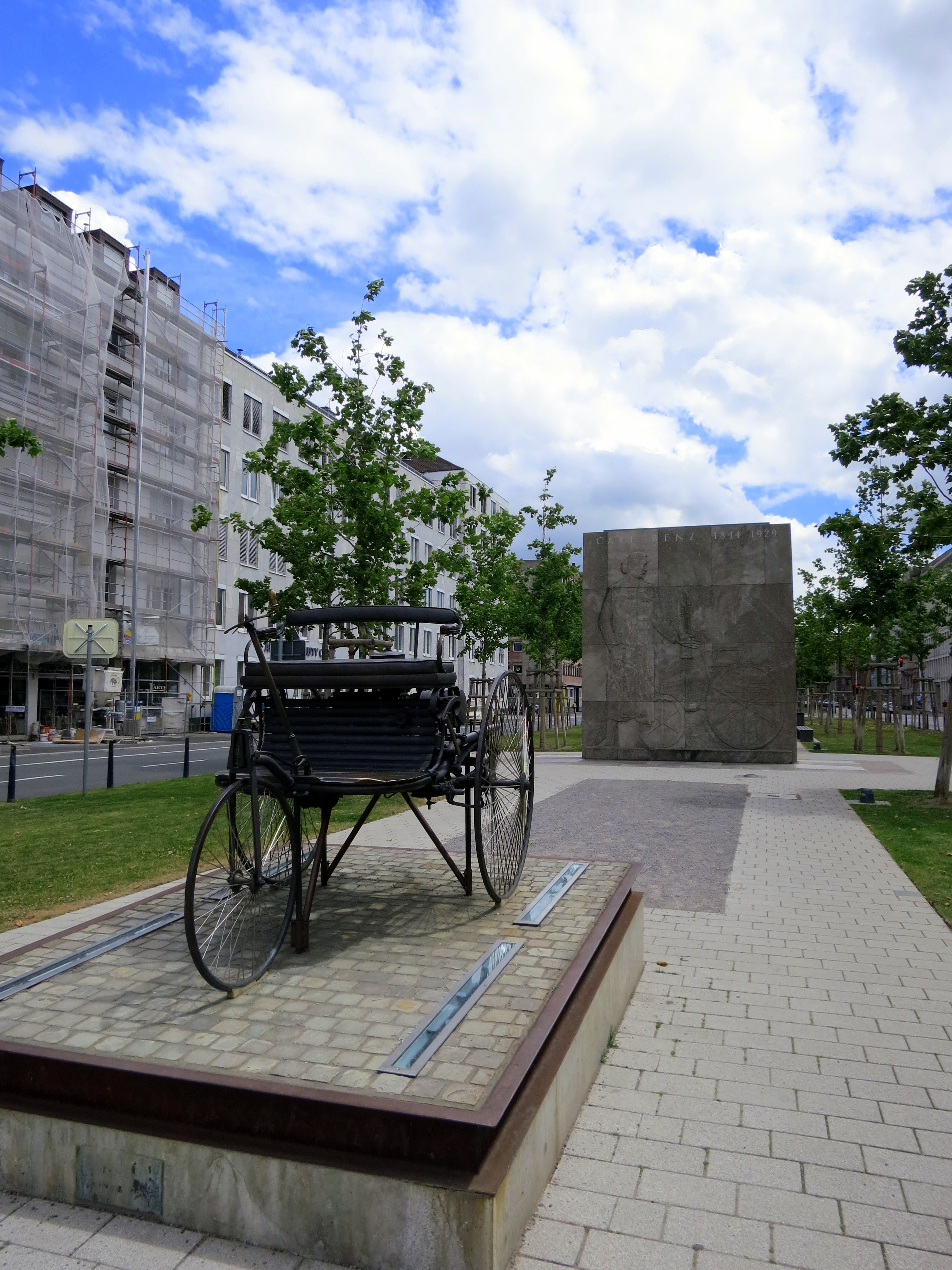
Monumento a Carl Benz em Mannheim (2015)
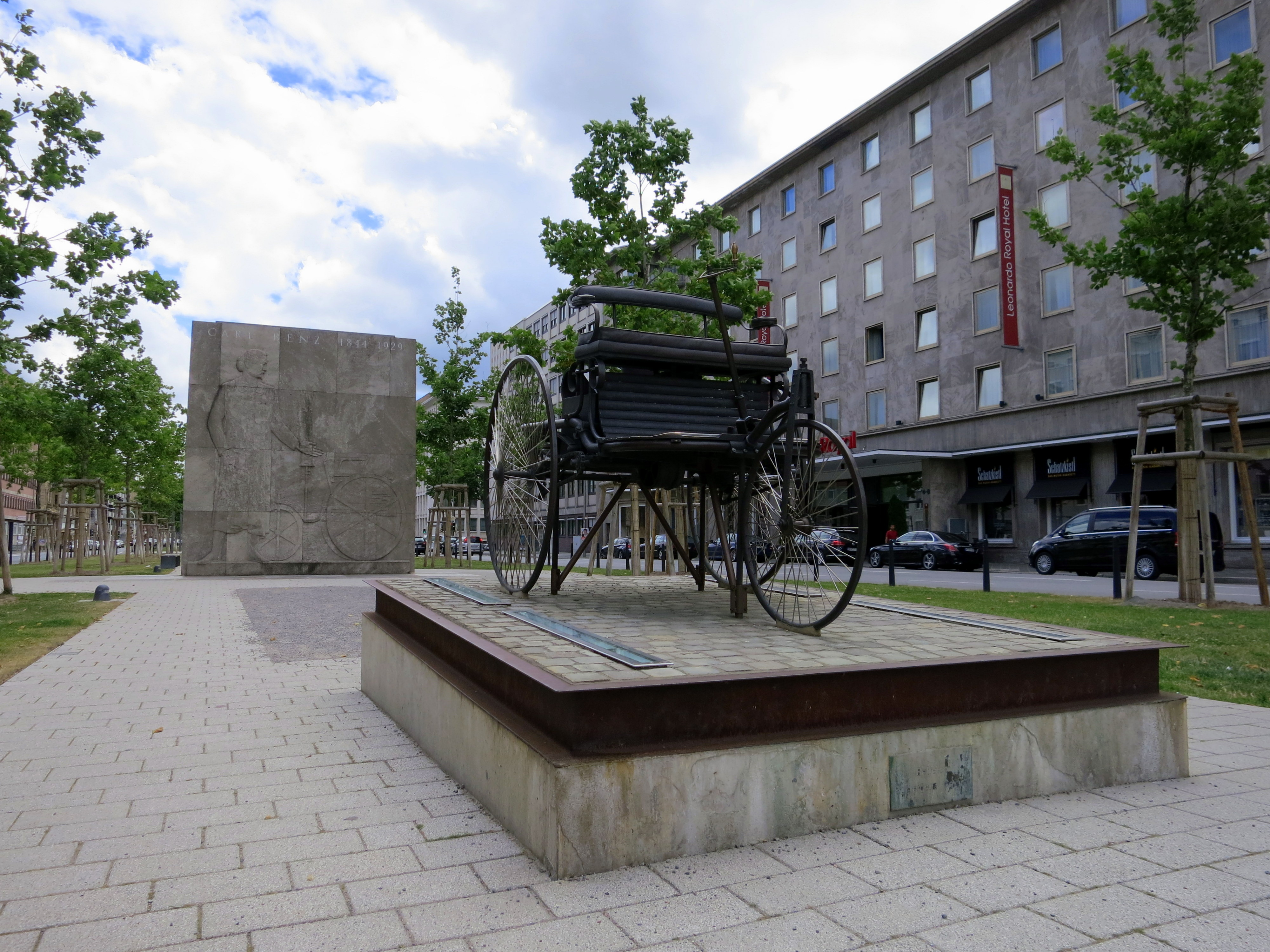
Monumento a Carl Benz em Mannheim (2015)
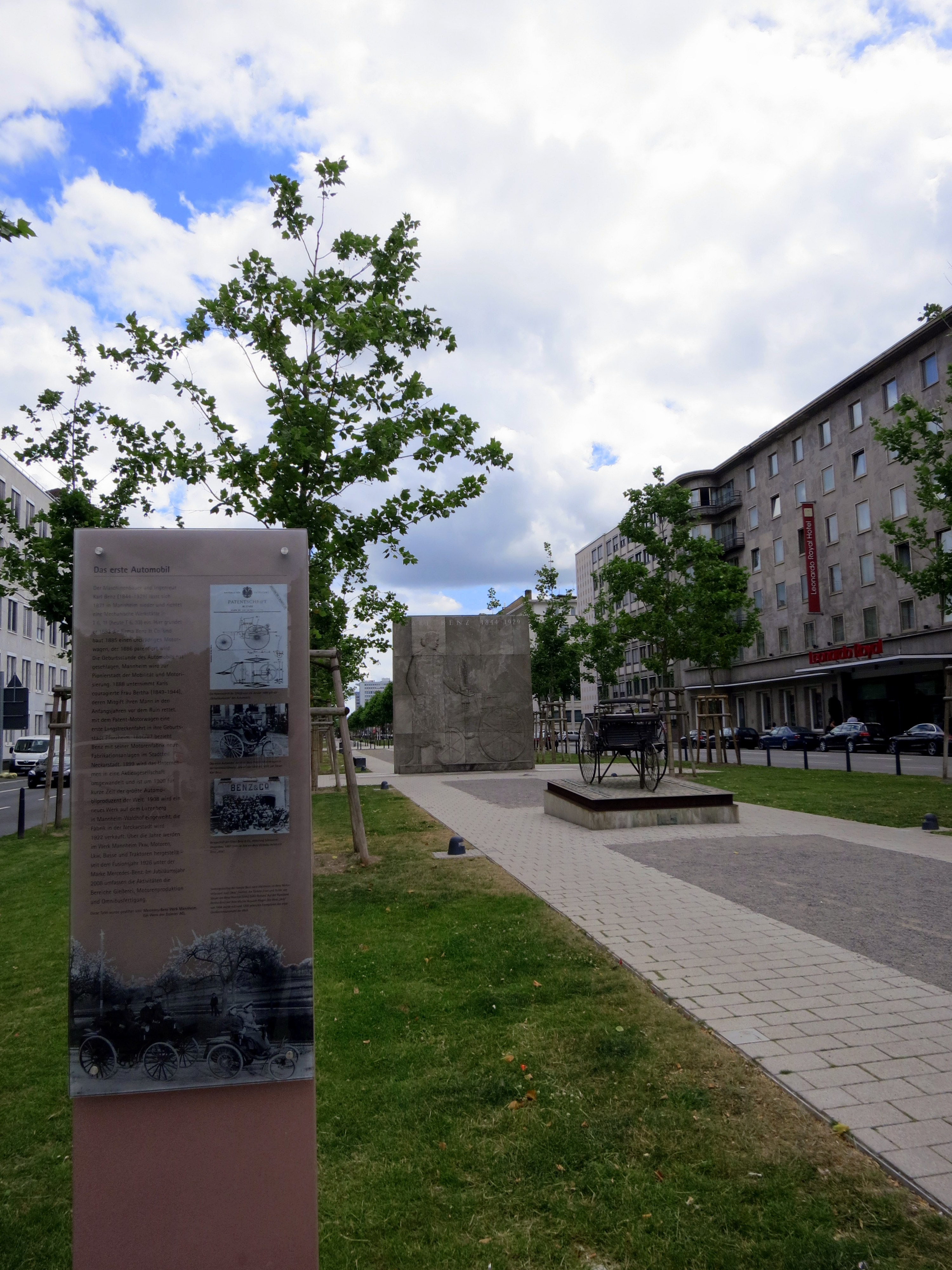
Monumento a Carl Benz em Mannheim (2015)
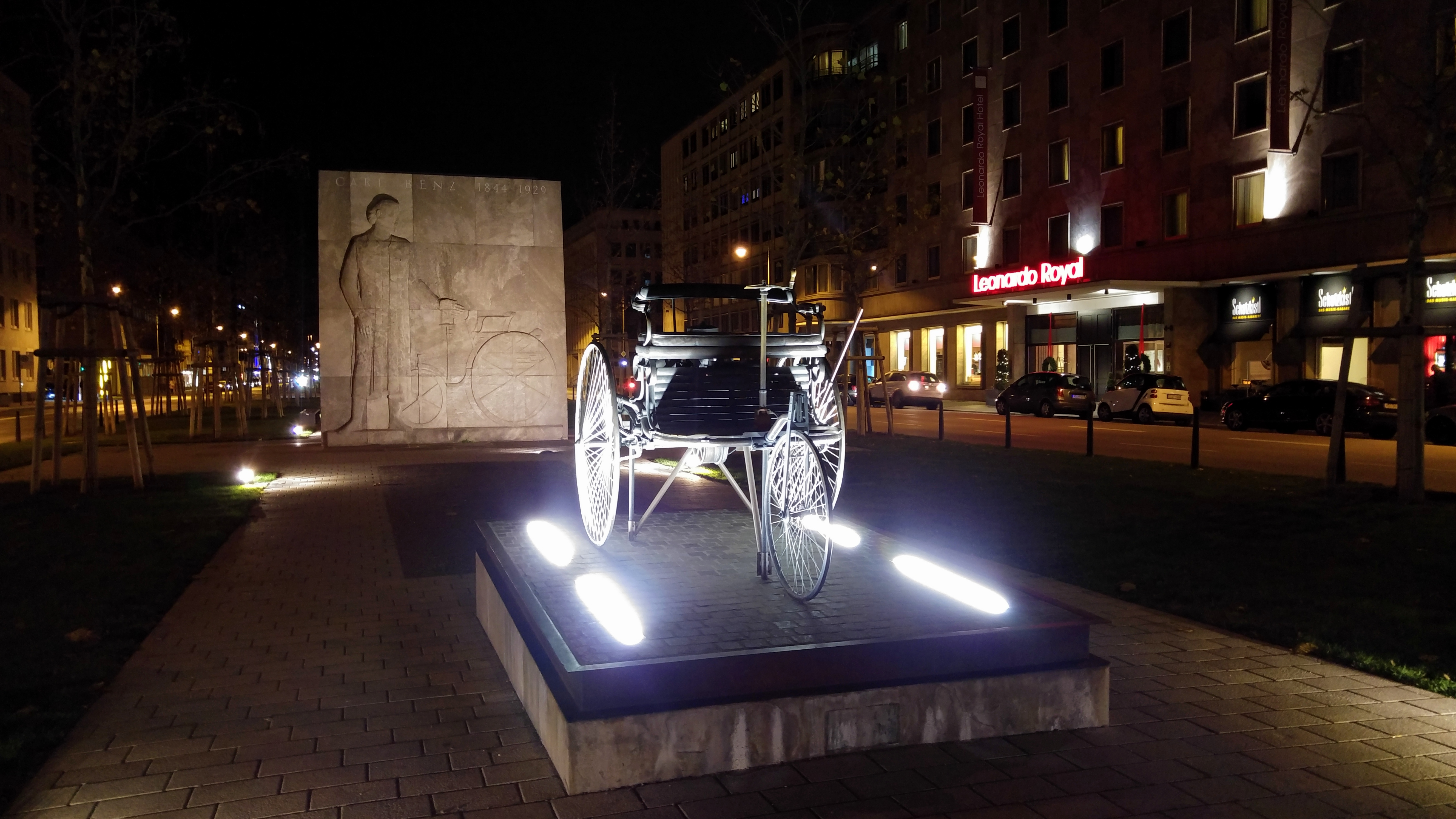
Monumento a Carl Benz em Mannheim, à noite (2015)

## Legado

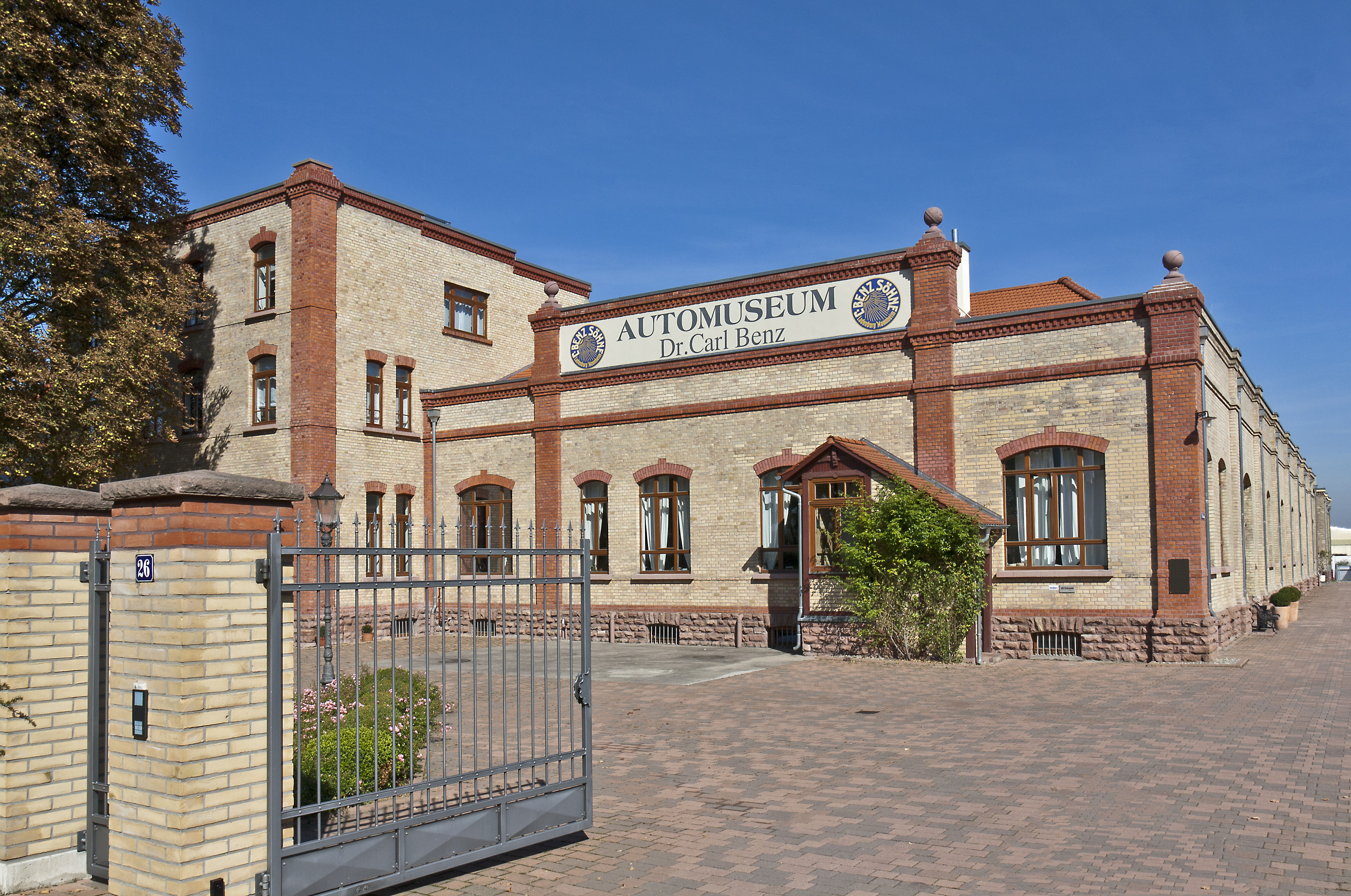
Automuseum Dr. Carl Benz

O  de em Ladenburg (onde ele viveu até morrer) leva seu nome, assim como o Automuseum Dr. Carl Benz, também localizado na cidade.
Em 1984, Benz foi incluído no Hall da Fama Automotiva. e no European Automotive Hall of Fame.

## Na cultura popular
Em 2011, foi produzido um telefilme dramatizado sobre a vida de Carl e Bertha Benz, intitulado  de, que estreou em 11 de maio e foi ao ar pela Das Erste em 23 de maio. Foi divulgado um trailer do filme e um especial de “making of” no YouTube.